# Lake Park, North Carolina
Lake Park är en ort (village) i Union County i North Carolina. Vid 2020 års folkräkning hade Lake Park 3 269 invånare.